# Jenipapo dos Vieiras
Jenipapo dos Vieiras là một đô thị thuộc bang Maranhão, Brasil. Đô thị này có diện tích 1507,458 km², dân số năm 2007 là 14685 người, mật độ 9,74 người/km².